# كينيث زوهوري
ألبين كينيث داهروب زوهوري (بالدنماركية: Albin Kenneth Dahrup Zohore) وهو لاعب كُرة قدم دنماركي في مركز الهجوم ولد في يوم 31 يناير 1994 في مدينة كوبنهاغن عاصمة الدنمارك وهو لاعب نادي فيورينتينا في إيطاليا كما سبق له اللعب مع غوتبورغ وبروندبي وكوبنهاغن بولدكلوب وسكيولد في الدنمارك وقد لعب مع منتخب الدنمارك تحت 21 سنة ويبلغ طوله 192 سم.

## روابط خارجية
- كينيث زوهوري على موقع الاتحاد الأوربي (الإنجليزية)
- كينيث زوهوري على موقع قاعدة بيانات كرة القدم.إي يو (الإنجليزية)
- كينيث زوهوري على موقع Soccerbase.com (لاعب) (الإنجليزية)
- كينيث زوهوري على موقع Soccerway.com (الإنجليزية)
- كينيث زوهوري على موقع عالم كرة القدم.نت (الإنجليزية)
- كينيث زوهوري على موقع AS.com (الإسبانية)